# Sułajman Too
Sułajman Too (także Sulaiman-Too; kirg.: Сулайман Тоо) – góra (1100 m n.p.m.) w kotlinie Fergańskiej w Kirgistanie. 
Wokół góry rozciąga się miasto Osz przez które przechodził jedwabny szlak. Od 1500 lat góra otoczona jest czcią – na jej zboczach i pięciu szczytach znajduje się wiele miejsc kultu, a ściany jaskiń pokrywają liczne petroglify.
W 2009 roku góra została wpisana jako pierwszy obiekt na terenie Kirgistanu na listę dziedzictwa kulturowego UNESCO.